# باري وليامز (لاعب اتحاد الرغبي)
باري وليامز (بالإنجليزية: Barry Williams)‏ هو لاعب اتحاد الرغبي بريطاني، ولد في 6 يناير 1974 في كارماذن ‏ في المملكة المتحدة.

## وصلات خارجية
- باري وليامز على موقع دوري الرغبي الممتاز (الإنجليزية)
- باري وليامز عل موقع إسبنسكروم (الإنجليزية)
- باري وليامز على موقع ItsRugby.co.uk (الإنجليزية)